# Ближній Кезек
Ближній Кезе́к (рос. Ближний Кезек) — селище у складі Таштагольського району Кемеровської області, Росія. Входить до складу Шерегеського міського поселення.
Стара назва — Ближній Кізер.

## Населення
Населення — 8 осіб (2010; 14 у 2002).
Національний склад (станом на 2002 рік):
- шорці — 100 %